# Anaplasma phagocytophilum
Anaplasma phagocytophilum är en intracellulär bakterie som infekterar olika blodceller, främst de vita blodkropparna monocyter och granulocyter. Den är en fästingspridd bakterie som kan infektera bland annat människor, hästar, idisslare, gnagare, hundar, katter och rådjur. Den främsta vektorn är fästingar av släktet Ixodes.
Folkbebodda områden som växer och blir allt mer tätbefolkade samt förändringar i jordbruk och landskap kan ge upphov till nya dominanta reservoarer för Anaplasma phagocytophilum. Detta ger bra förutsättning för bakteriens förmåga till infektion i naturen då den kräver tillräckligt långa perioder för utveckling och att det smittsamma djuret måste vara en näringsgivande värd för vektorn.
Släktet Anaplasma inkluderar arterna Anaplasma bovis, Aanaplasma platys och Anaplasma phagocytophilum. Anaplasma phagocytophilum omfattade tidigare arterna Ehrlichia phagocytophila, Ehrlichia equi, samt ett agens för den mänskliga formen av granulocytisk ehrlichios men fenotypiska och genetiska skillnader har lett till att de nu särskiljs i separata taxa.

## Morfologi
Anaplasma phagocytophilum är en liten (0,5–1,5 μm), pleomorfisk, gramnegativ, obligat intracellulär bakterie. Den infekterar granulocyter hos en rad däggdjur, inklusive nötkreatur, får, hund, häst och katt och kan ge upphov till olika sjukdomstillstånd. I infekterade celler återfinns bakterien framförallt i vakuoler och cytoplasma.

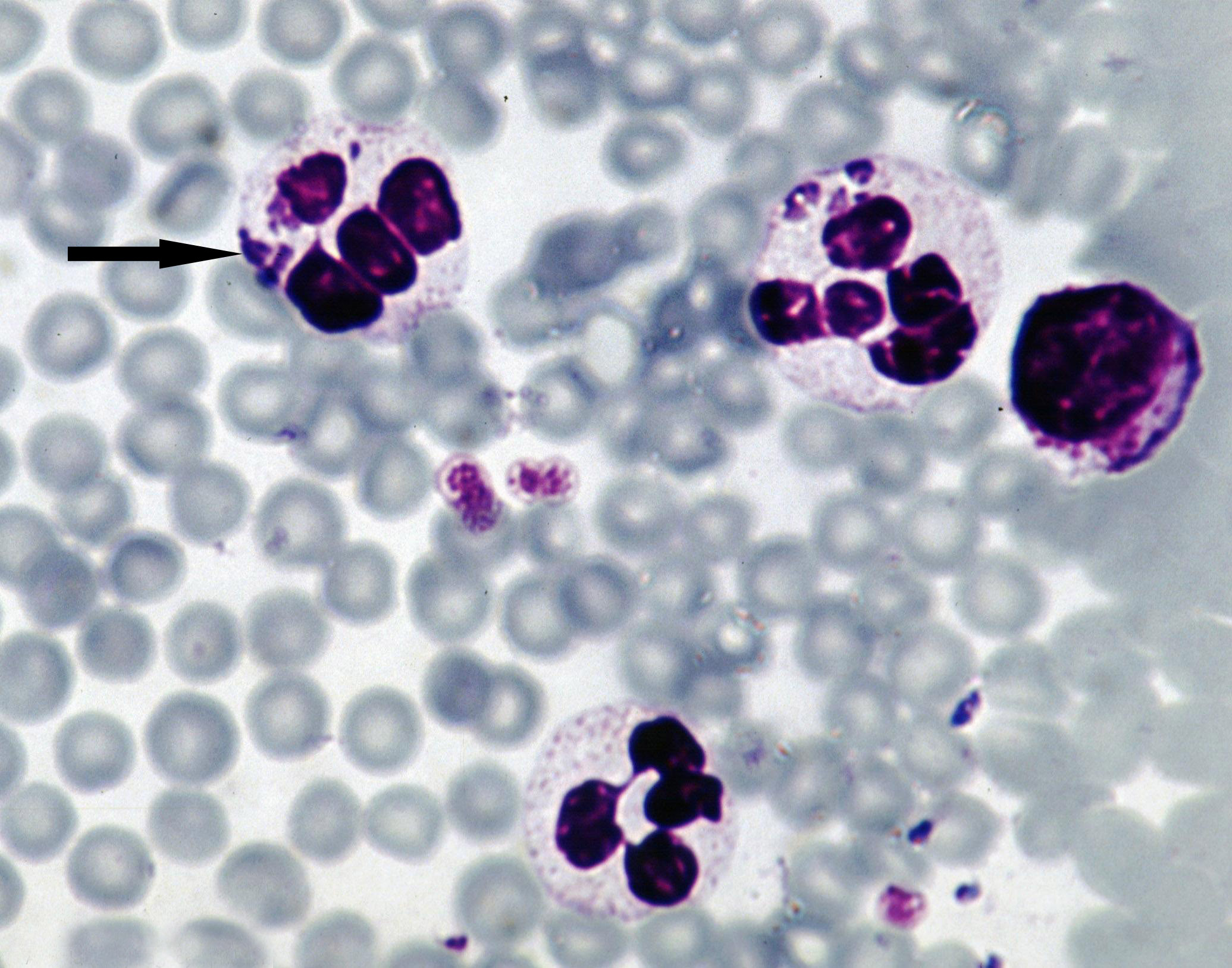
Anaplasma-phagocytophilum-sheep

Cellmorfologin hos A. phagocytophilum skiljer sig mellan olika stadier i infektionscykeln. Infektionen börjar med att så kallade "elementära kroppar" (elementary bodies) tar sig igenom värdcellens cellmembran. Detta infektiösa stadium är reducerat till i princip bara en cellkärna utan mycket annat cellinnehåll. Väl inne i värdcellen börjar bakterien att reproducera sig i vakuolerna och utvecklas till en "initial kropp" (initial body).
Bakterierna replikerar sig ända till dess att värdcellens membran spricker, varvid nya infektiösa elementära kroppar släpps fria och cykeln startar igen.

## Genom- och cellstruktur
Anaplasma phagocytophilum har en cirkulär kromosom bestående av ca 1,5 miljoner baspar. Olikt många andra bakerier har Anaplasma phagocytophilum inga kända plasmider.
Arten har en stor geografisk spridning i Europa, USA och Asien, men alla hittills identifierade stammar visar relativt liten genetisk variation i exempelvis 16S rRNA-, groESL-, gltA-, ank-, och msp2-generna.
Detta tyder också på en avsevärd serologisk korsreaktivitet mellan stammar.
Membranproteinerna p44 och msp2 finns på ytan av membranet och spelar en huvudroll för bakteriens virulens. Till skillnad från de andra gramnegativa bakterier saknar Anaplasma phagocytophilum ett peptidoglykanlager i yttermembranet och de gener som är viktiga för biosyntesen av lipid A och peptidoglykan saknas i genomet. Sammantaget ger detta ömtåliga celler, som är mycket känsliga för stress.

## Vektorer och överföring
Anaplasma phagocytophilum är en fästingburen smitta där fästningar av släktet Ixodes utgör vektorer. I Europa är Ixodes ricinus den främsta vektorn för Anaplasma phagocytophilum, medan det i Nordamerika är Ixodes scapularis på östkusten, och Ixodes pacificus på västkusten. I Asien tillhör Ixodes persulcatus och Ixodes ovatus de främsta vektorerna. Anaplasma phagocytophilum kan troligen spridas av alla Ixodes-arter och skillnaderna i den geografiska spridningen är mer en konsekvens av att olika fästingar har olika utbredning i världen.

## Mänsklig granulocytisk anaplasmosis och fästingfeber
Anaplasma phagocytophilum ger upphov till två sjukdomar: mänsklig granulocytisk anaplasmosis, och den mer välkända fästingfebern.
Människan är ingen reservoar för denne bakterie utan sjukdomen överförs från djur till människa, en så kallad zoonos. Infekterade patienter varierar i symptom, allt från att man tillfrisknar på egen hand till att den leder till döden.

## Symtom, diagnos och behandling avAnaplasma phagocytophilum
De kliniska tecknen inkluderar feber, huvudvärk, muskelsmärtor, anorexia och en känsla av köld oftast i sällskap med leukopeni i följd av bland annat framträdande av omogna celler, trombocytopeni och anemi. Febern är oftast det symtom som upptäcks först.
För att få en initial diagnos på mänsklig granulocytisk anaplasmosis eller fästingfeber bör patienten, människa eller djur, ha en akut febersjukdom och komma från ett geografiskt område som är endemiskt för just mänsklig granulocytisk anaplasmosis eller fästingfeber. För en klinisk bild görs utvärderingar av blodvärden, inklusive vita blodkroppar, och blodplättar räknas, och nivån på lever-transaminas fastställs.
Bakterierna är oftast spridda och svåra att upptäcka, så även ett negativt cellprov från blodet utesluter inte en infektion med Anaplasma phagocytophilum.
Doxycyklin är en typ av antibiotika som kan användas på både djur och människor som en behandling mot infektionen orsakad av Anaplasma phagocytophilum. Det viktiga är att behandla infektionen så tidigt som möjligt, helst inom de första dagarna av infektionen. Människor ska gå på behandling mellan 7 och 14 dagar och djur behandlas vanligen i 3–5 dagar. Kliniska undersökningar visar att febern upplöses inom två dagar, medan huvudvärk och muskelvärk tar tre dagar samt att en allmän försvagning och utmattning varar längst (Bakken et al. 1996).
I dagsläget finns inget vaccin tillgängligt varken för människor eller för veterinärt bruk.
Bästa sättet att undvika en infektion är att undvika fästingdrabbade områden trots att det kan vara svårt. Om man varit utsatt för ett område som är fästing-drabbat är det viktigt att i efterhand granska sig själv noga och få bort möjliga fästingar på kroppen.
När det gäller djur finns det olika medel för att hålla fästingarna borta, som spray eller vätskor som antingen avlivar fästingar eller stöter bort dem.